# Fergus Fortamail
Fergus Fortamail (i.e: Le fort prétendant), fils de Bresal Brecc, fils d' Óengus Gailian, fils d'Ailill Bracan, fils de Labraid Loingsech est selon les légendes médiévales et la tradition pseudo-historique irlandaise un Ard ri Erenn.
Fergus Fortamail appartient à une lignée qui n'a pas accédé au trône depuis 4 générations Il prend donc le pouvoir après avoir tué son prédécesseur Eochaid Ailtleathan, lors d'un combat et règne 11 (A.M) , 12 (F.F.E) ou 12 ans 1/2, jusqu'à ce qu'il soit tué à son tour par Óengus Tuirmech Temrach le fils Eochaid lors d'une bataille près de Tara.
Le Lebor Gabála Érenn synchronise son règne avec celui de Ptolémée VI Philométor en Égypte Ptolémaïque (180-145 BC). La chronologie de Geoffrey Keating Foras Feasa ar Éirinn attribue à son règne les de 274 à 262 av. J.-C. et les Annales des quatre maîtres de 396 à 385 av. J.-C..

## Source
- (en) Cet article est partiellement ou en totalité issu de l’article de Wikipédia en anglais intitulé « Fergus Fortamail » (voir la liste des auteurs), édition du 1 avril 2012.